# Chrysocrambus sardiniellus
Chrysocrambus sardiniellus is een vlinder uit de familie grasmotten (Crambidae). De wetenschappelijke naam is voor het eerst geldig gepubliceerd in 1911 door Turati.
De soort komt voor in Europa.